# Российский союз эсперантистов
Росси́йский сою́з эсперанти́стов, РоСЭ (эсп. Rusia Esperantista Unio, REU) образован на базе Союза эсперантистов советских республик (СЭСР) 28 декабря 1991 года.
По определению с официального сайта союза, «Российский союз эсперантистов (РоСЭ) — общероссийская общественная организация, объединяющая сторонников распространения международного языка эсперанто во всех сферах человеческой деятельности для установления справедливого и равноправного языкового порядка во всём мире, укрепления взаимопонимания и дружбы между народами, населяющими Землю».

## Членство
Членом РоСЭ может стать любой человек, не моложе 18 лет, в том числе не владеющий эсперанто, выразивший желание стать членом союза и уплативший членский взнос (в 2019 году взнос для индивидуального члена РоСЭ из СНГ — 250 рублей).
Членами РоСЭ также являются самостоятельные эсперанто-клубы и ассоциации эсперантистов. Для участия они платят помимо членских взносов от участников вступительный коллективный взнос.
С 2007 по 2010 год численность членов росла и, достигнув 424 человек, начала падать до 2015 года, после которого пару лет снова росла. В 2018 году в РоСЭ членами считались 173 человека.

Членский билет РоСЭ
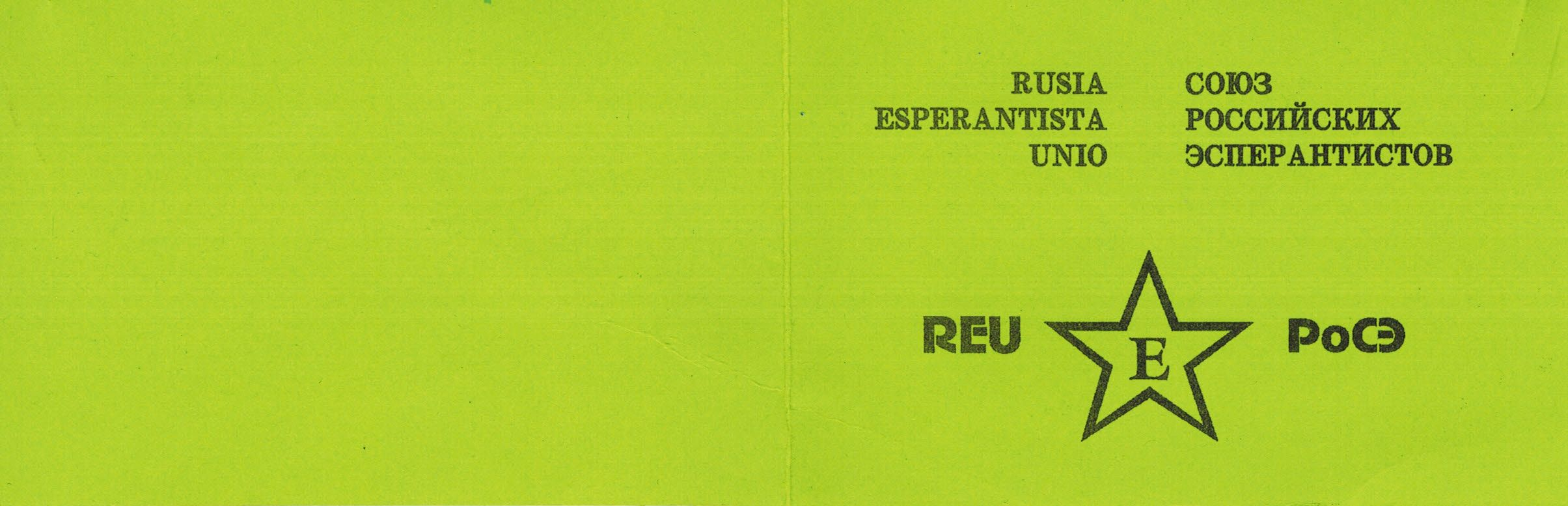
2000 год (внешняя сторона)
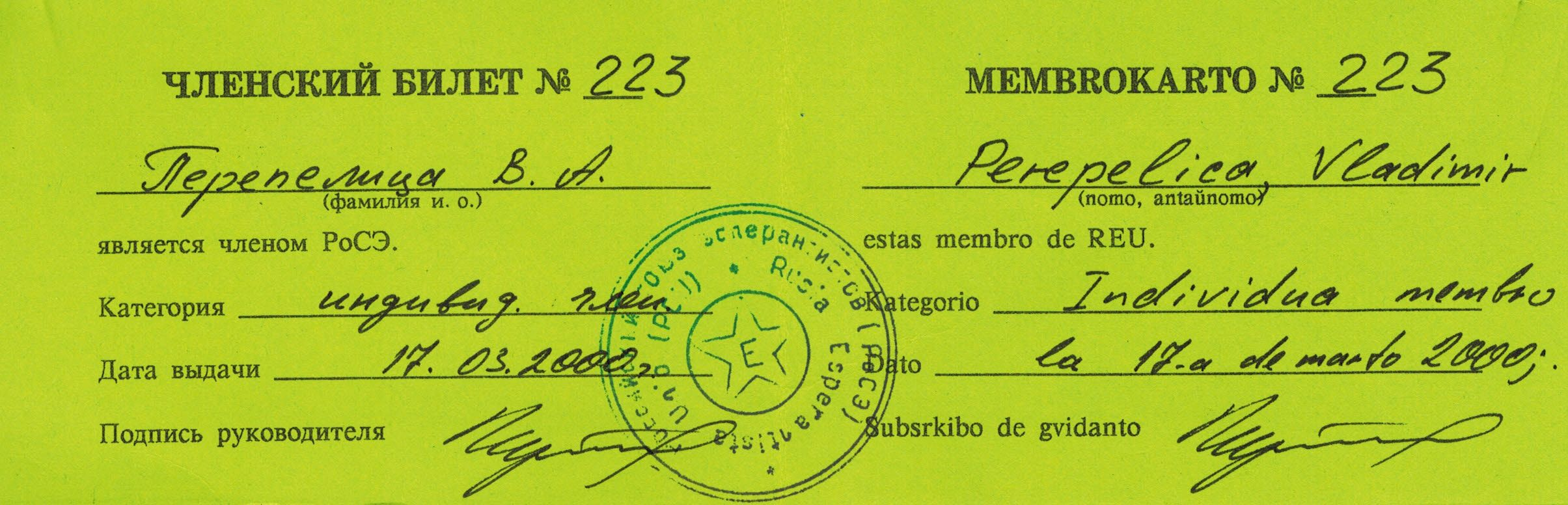
2000 год (внутренняя сторона)
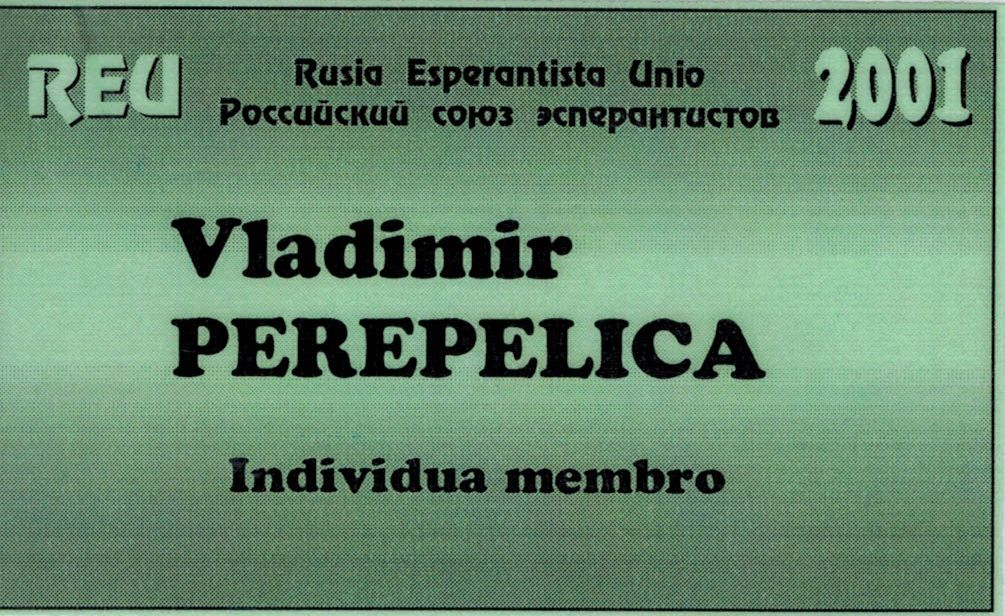
2001 год
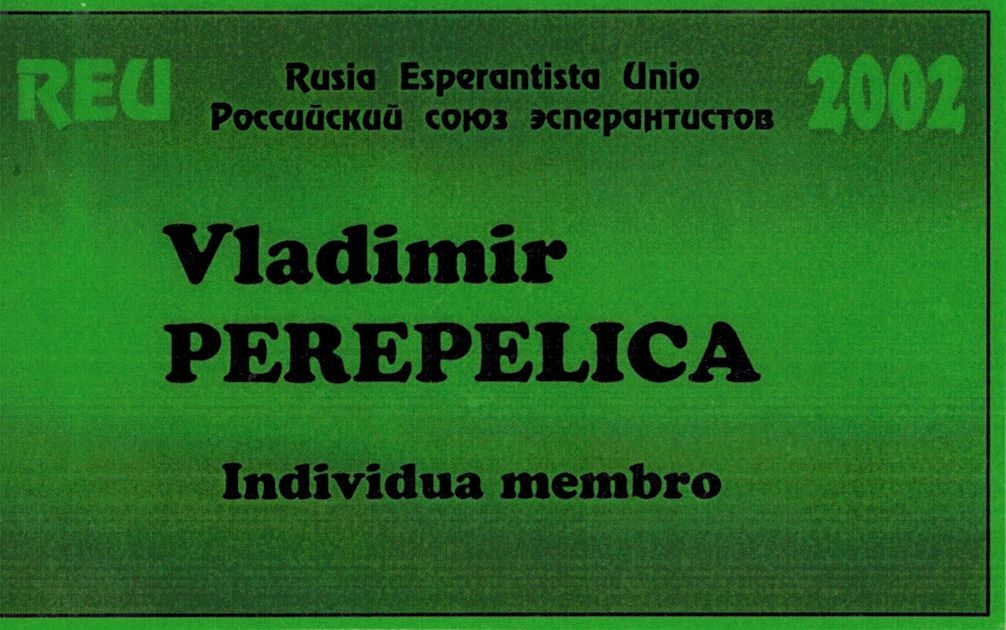
2002 год

## Деятельность
Российский союз эсперантистов занимается изданием книг, журналов; организует ряд встреч эсперантистов в России.
В 2023 году Российский союз эсперантистов приостановил своё членство во Всемирной эсперанто-ассоциации.

## Президенты
| Период      | Президент                      |
| ----------- | ------------------------------ |
| 1991 — 1993 | Виктор Аролович                |
| 1993 — 1994 | Андрей Ананьин (Григорьевский) |
| 1994 — 1995 | Николай Гудсков                |
| 1995 — 1997 | Александр Корженков            |
| 1997 — 2000 | Абдурахман Юнусов              |
| 2000 — 2001 | Андрей Ананьин (Григорьевский) |
| 2001 — 2002 | Георгий Коколия                |
| 2002 — 2005 | Николай Гудсков                |
| 2005 — 2009 | Андрей Григорьевский           |
| 2009 — 2010 | Михаил Чертилов                |
| 2010 — 2013 | Григорий Аросев                |
| 2013 — 2019 | Светлана Сметанина             |
| 2019 —      | Александр Лебедев              |